# 建筑师

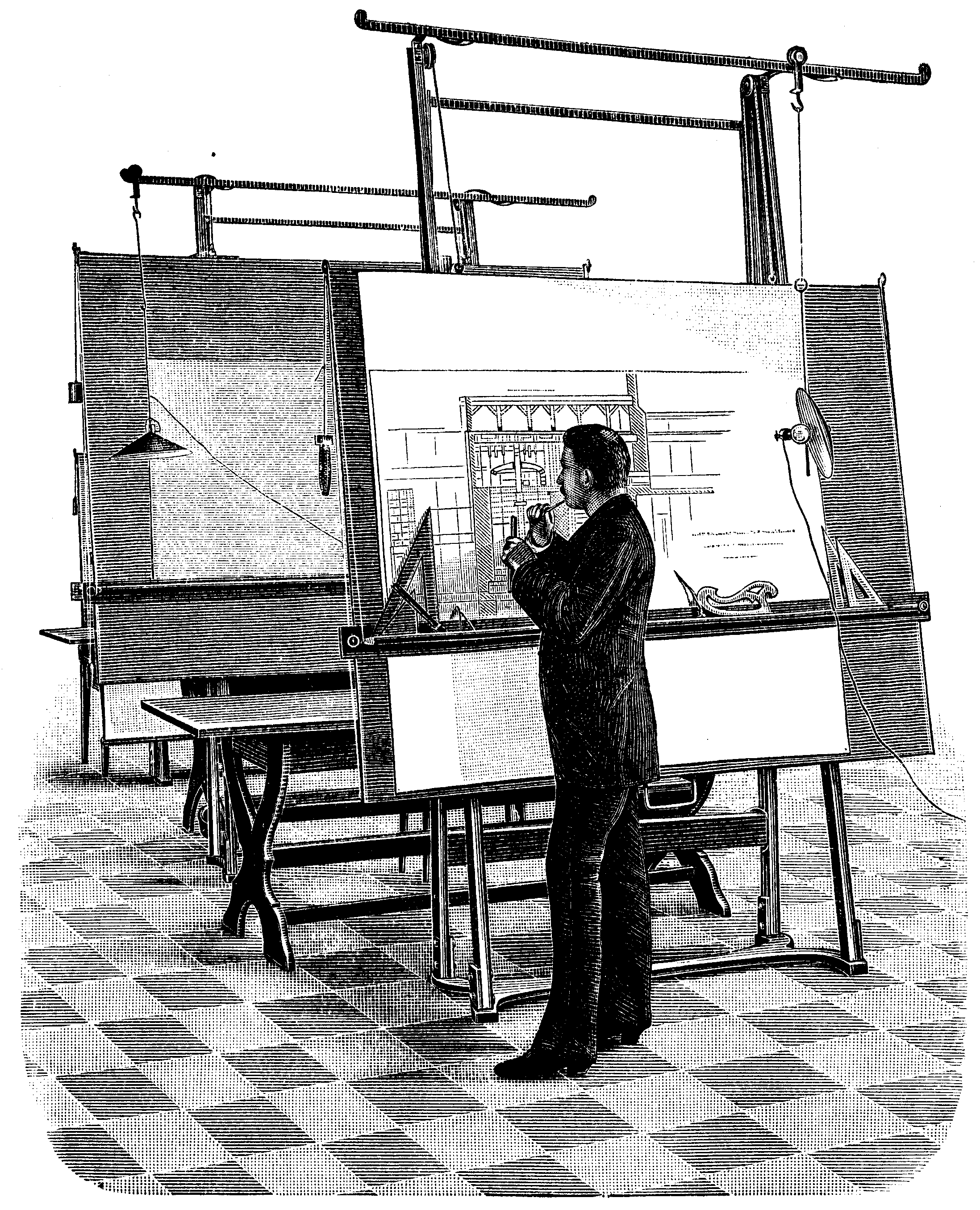
19世紀的建築師

建筑师，或稱畫則師、圖則師、則師、繪測師，是負責設計建築物的專業人士。建筑师通过与工程投资方和施工方的合作，在技术、经济、功能和造型上实现建筑物的营造。
在逐步复杂的建筑营造领域，建筑师越来越多的扮演一种在建筑投资方和专业施工方之间的沟通角色，同时也对结构、水电、暖通进行总体协调。建筑师通常为建筑投资者所雇佣并对其负责，而不是建筑施工者。
建筑师需要懂當個艺术家的審美眼光和工程师的力學知識，作品需要从力学角度计算，选取合适的工程材料才能实现，如果过于超出现實的材料能力限制（例如市場供應、價格等），则无法实现为真实的建筑。建筑师的设计也必须能说服投资方的赞成，才能付诸实现。历史上有许多非常有才华的设计，因为不能完全满足上述两个条件而没有能成为真正的建筑。

## 頭銜
建築師的頭銜通常為：

1. 前綴 (如Mr, Ms, Dr, Prof)

2. 本名

3. 勳章/爵銜

4. Reg. Arch. (註冊地區，可多於一個)

5. 學會頭銜 (如: FHKIA, MHKIA, HKIA, RIBA)

例子: Prof. Dr. CHAN Tai Man, Reg Arch, MHKIA

## 簡介
通常而言，取得建筑师资格必须经过特定的学位审核以及专业鉴定，具体条款参阅各国建筑法规。获得建筑学相关学位的人，必须通过考试才能获得建筑师的执业资格。建筑师一般在专门的建筑事务所工作或從事相关教学科研。

## 建筑奖项
普利兹克奖是一项终身成就奖，被认为是建筑界的诺贝尔奖。其它对杰出建筑师的奖项还有密斯·凡·德罗欧洲当代建筑奖、英国皇家建筑师学会金牌奖（Royal Institute of British Architects）、斯特林奖、美国建筑师协会金牌奖（American Institute of Architects）、日本国家艺术大赏以及针对伊斯兰建筑的阿卡汗奖等等。梁思成奖是中国建筑学会颁发的奖项，WA世界建筑奖是由《世界建筑》杂志每年一度颁发的建筑综合性奖项，于2014年改为六个子分项。

## 各國現況

### 中國

#### 歷史
在中国，过去是国有企业单位建筑设计院，现均改制为股份制企业单位工作，但也有少数其他专业的精英会偶尔客串建筑师的职业。中国现今实行国家注册建筑师制度，分一级注册建筑师和二级注册建筑师。二者均要通過註冊建築師資格考試，方能註冊。一个建筑事务所必须至少拥有2名一级注册建筑师方可开业。

#### 註冊建築師資格考試應試條件[1]
（一）一级注册建筑师资格考试首次报考人员需满足下列条件：
- 1.专业、学历或职称及工作时间需符合下列条件之一：
  - （1）取得建筑学硕士以上学位或者相近专业工学博士学位，并从事建筑设计或者相关业务2年以上的；
  - （2）取得建筑学学士学位或者相近专业工学硕士学位，并从事建筑设计或者相关业务3年以上的；
  - （3）具有建筑学专业大学本科毕业学历并从事建筑设计或者相关业务5年以上的，或者具有建筑学相近专业大学本科毕业学历并从事建筑设计或者相关业务7年以上的；
  - （4）取得高级工程师技术职称并从事建筑设计或者相关业务3年以上的，或者取得工程师技术职称并从事建筑设计或者相关业务5年以上的；
  - （5）不具有前四项规定的条件，但设计成绩突出，经全国注册建筑师管理委员会认定达到前四项规定的专业水平的。
  - 第（3）项至第（5）项规定的人员应当取得学士学位。

- 2.职业实践要求
  - 按照一级注册建筑师职业实践标准，申请报考人员应完成不少于700个单元的职业实践训练。报考人员应准备全国注册建筑师管理委员会统一印制或个人下载打印的《一级注册建筑师职业实践登记手册》，以供审查。

（二）二级注册建筑师资格考试首次报考人员需满足下列条件之一：
- 1.具有建筑学或者相近专业大学本科毕业以上学历，从事建筑设计或者相关业务2年以上的；

- 2.具有建筑设计技术专业或者相近专业大专毕业以上学历，并从事建筑设计或者相关业务3年以上的；

- 3.具有建筑设计技术专业4年制中专毕业学历，并从事建筑设计或者相关业务5年以上的；

- 4.具有建筑设计技术相近专业中专毕业学历，并从事建筑设计或者相关业务7年以上的；

- 5.取得助理工程师以上技术职称，并从事建筑设计或者相关业务3年以上的。

#### 考試科目
- 一级注册建筑师：
  - 建筑经济、施工与设计业务管理、设计前期与场地设计、建筑材料与构造、建筑物理与建筑设备、建筑设计、建筑结构、场地设计、建筑方案设计及建筑技术设计
- 二级注册建筑师
  - 法律、法规、经济与施工、建筑结构与设备、建筑构造与详图及场地与建筑设计

#### 註冊
一級註冊建築師資格考試合格者，可憑合格證書，向全國註冊建築師管理委員會註冊。二級註冊建築師資格考試合格者，可憑合格證書，向所屬省級行政區的註冊建築師管理委員會註冊。

### 英國
根据英国《建筑师法》，只有通過至少7年英国皇家建筑师学会认可的三阶段建筑師教育的人才能被称为“建筑师”。而其它的建筑设计工作者只能被称为“建筑设计师”。在第一階段，學生必須先完成該會認可的建築學學士課程，為期3到4年。然後累積一年相關工作經驗。隨後進入第二階段，便是就讀認可的二年制建築學碩士課程。然後，累積至少2年在註冊建築師監督下的工作經驗，再參加第三階段的專業建築師考試，包括提供工作證明及相關文件等，並通過專業面試，方可向建築師註冊管理局申請註冊。

### 愛爾蘭共和國
要成為建築師，必須要先完成愛爾蘭皇家建築師學會認可的5年制建築學學士課程，然後進行2年期的認可督導訓練，最後完成專業實務考試，方得註冊為建築師。整個過程可耗時7到9年。

### 美國
要成為所在州份的建築師，首先必須畢業於全國建築學課程認證局（NAAB）認可的建築學課程，然後，向美國建築師學會（AIA）和全國建築師註冊局（NCARB）申請註冊，然後在建築師監督下，累積3到4年的工作經驗，並通過所在州份的審查，成功後得到應考建築師註冊考試（ARE）的資格，目前版本的考試科目共有6門，合格後向所在州份申請執照，才可以建築師的身份執業。

### 加拿大
要成為所在省份或地區的建築師，必須先完成加拿大建築師課程認證委員會認可的學士或碩士課程。然後需要累積2年全職的相關督導工作經驗，再通過設有4個科目的加拿大建築師資格考試，方可向所在地的建築師協會註冊。

### 南非
要成為建築師，必須先完成南非建築師學會認可的5至6年制大學建築學教育課程。全國共有6所大學提供相關課程。然後進行指定時間的督導在職訓練，再通過建築師資格考試，方得註冊。

### 法國
在法國，要成為建築師，必須先入讀建築學校。全國共有20多所。在完成三年制建築學學士和二年制碩士後，再進修一年制建築師文憑（HMONP），方可獲得註冊為建築師。

### 德國
各邦的規定略有不同，但必須先完成碩士學位，方得參加第一階段資格考試，合格後成為實習生，在建築師事務所及相關企業實際工作2到3年，再參加第二階段資格考試，合格後向所在邦的建築師公會註冊，方能以建築師身份執業。

### 香港
在香港，要成為建築師，首先要擁有香港建築師學會和建築師註冊管理局認可的學歷。提供認可課程的包括香港大學、香港中文大學、香港城市大學和香港珠海學院等。2025年起，香港理工大學亦會提供建築學本科課程，課程有待上述專業監管機構審批和認證。在本科及碩士畢業後，再加上兩年建築相關工作經驗，方可參與考試。考試共設八科，全部合格後，通過面試，方具備條件，申請成為建築師。整個過程耗時至少八年。

### 澳門
要成為澳門的建築師，需要在建築學相關科系畢業，並向建築、工程及城市規劃專業委員會遞交申請，並在獲准後，進入有導師監督的全職（至少2年）或非全職（至少5年）實習期。實習合格後，必須參加知識性考試，全為筆試，合格後辦理資格認可和登記，並向土地工務局註冊，方可以建築師身份執業。

### 葡萄牙
要成為建築師，必須先擁有葡萄牙認可高等院校的建築學碩士學位或外國同等學歷，然後進行12個月專業實習，最後方可向該國的建築師公會註冊。

### 西班牙
要成為建築師，必須先完成5年制建築學學士及1年制同類科系之碩士課程，然後向該國的建築師學院註冊。

### 日本
在日本，建築士即華語圈的建築師，分為三種，分別是：一級建築士、二級建築士和木造建築士。一級建築士可以設計建造的建築物沒有甚麼限制，需要大學建築學系畢業，外加2年相關實務工作經驗，方可報考資格考試。二級建築士不用相關工作經驗，擁有相關科系學士學位即可報考，但限制只能設計建造低層建築。木造建築士的報考資格和二級建築士相同，並限制只能設計建造木質建築物。一級建築士的考試主管機關為國土交通省，而二級建築士和木造建築士的考試主管機構為地方都道府縣，但命題仍由國土交通省負責。

### 韓國
韓國的建築師稱為建築士。要成為建築士，一般必須先通過兩階段考試。
- 第一階段（建築士預備考試）：
  - 大學或專門大學畢業，及2年實務經驗
  - 技術高中畢業及9年實務經驗
- 第二階段（建築士資格考試）：
  - 通過建築士預備考試，及7年實務經驗
  - 取得建築領域技士1級，及7年實務經驗
  - 擁有建築領域的技術士資格
  - 以建築領域技士1級資格，通過建築士預備考試，及後擁有建築士助理5年的實務經驗
  - 擁有外國建築師執照及5年工作經驗

完成以上步驟後就可取得執照。

### 臺灣
- 在臺灣，要成為建築師，必須參加《專門職業及技術人員高等考試建築師考試》。

#### 應考資格
- 一、於公立、依法立案之私立專科以上學校或符合教育部採認規定之國外專科以上學校建築、建築及都市設計、建築與都市計劃科、系、組、學位學程畢業，領有畢業證書。
- 二、於公立、依法立案之私立大學、學院或符合教育部採認規定之國外大學、學院建築研究所畢業，領有畢業證書，並曾修習前款規定之科、系、組、學位學程開設之建築設計十八學分以上，有證明文件。
- 三、於公立、依法立案之私立專科以上學校或符合教育部採認規定之國外專科以上學校相當科、系、組、所、學位學程畢業，領有畢業證書，曾修習第一款規定之科、系、組、學位學程開設之建築設計十八學分以上；及建築法規、營建法規、都市設計法規、都市計畫法規、建築結構學及實習、結構行為、建築結構系統、建築構造、建築計畫、結構學、建築結構與造型、鋼筋混凝土、鋼骨鋼筋混凝土、鋼骨構造、結構特論、應用力學、材料力學、建築物理、建築設備、建築物理環境、建築環境控制系統、高層建築設備、建築工法、施工估價、建築材料、都市計畫、都市設計、敷地計畫、環境景觀設計、社區規劃與設計、都市交通、區域計畫、實質環境之社會計畫、都市發展與型態、都市環境學、都市社會學、中外建築史、建築理論等學科至少五科，合計十五學分以上，每學科至多採計三學分，有證明文件。
- 四、高等檢定考試建築類科及格。

#### 考試科目
- 一、建築計畫與設計
- 二、敷地計畫與都市設計
- 三、營建法規與實務
- 四、建築結構
- 五、建築構造與施工
- 六、建築環境控制

#### 執業
- 根據《建築師法》，上述考試合格，領有建築師證書，以及具有兩年建築工程經驗者，方可得到開業證書，才可在建築師事務所執業。

### 意大利
在意大利，要成為建築師，必須先完成三年制建築學學士學位和二年制碩士學位，然後參加國家考試（實務及理論考試都包含在內），通過後向當地建築師公會註冊，方能執業。

### 新加坡
在新加坡，要成為建築師，必須先擁有建築師委員會（Board of Architects）認可的學士及（或）碩士學位，本國的包括新加坡國立大學和新加坡科技設計大學的相關學位，或者是擁有外國院校如澳洲、英國、西班牙、德國、加拿大及香港等地的認可學位，再加上2-5年工作實習經驗，並通過專業實務考試，方可依法成為建築師。

### 馬來西亞
在馬來西亞，要成為建築師，必須先擁有馬來西亞建築師委員會（LAM）認可的本國或外國學歷，再通過三階段建築師考試，期間獲得至少兩年實務經驗，方可正式註冊為建築師。

### 汶萊
要成為建築師，必須先完成5年制的大學建築學教育課程，然後累積至少3年相關工作經驗，方可註冊。

### 新西蘭
要成為新西蘭註冊建築師，必須先完成新西蘭註冊建築師管理局（NZRAB）認可的學士及碩士課程，共5年，然後擁有140週在註冊建築師監督下的工作經驗，或是260週非在註冊建築師監督下的工作經驗，再通過面試評估，並完成個案研究，方可註冊。

### 澳洲
要成為澳洲建築師，必須要完成澳洲建築師課程認證委員會（AACA）認可的3年制建築學學士和2年制碩士課程，並有至少3300小時實務工作經驗，方可申請應考建築師註冊考試，考試分為筆試和口試，兩部份皆通過，方得向所在州份的建築師註冊管理局註冊。